# Comic-Stars gegen Drogen
Comic-Stars gegen Drogen (Cartoon All-Stars to the Rescue) ist ein amerikanischer Zeichentrickfilm aus dem Jahr 1990, in dem populäre Cartoonfiguren verschiedener Studios gemeinsam auftreten, um Kinder vor Drogen zu warnen.

## Handlung
Die kleine Connie ist denkbar irritiert, als sie Morgens ihr Sparschwein zerschlagen und geplündert vorfindet. Als Täter erweist sich ihr älterer Bruder, der Teenager Michael, der das Geld für die Finanzierung seiner Drogensucht benötigt. Doch nicht nur Connie, auch Comic-Helden ihrer Videos, Zeitschriften und Bücher haben den Diebstahl bemerkt und dringen in die reale Welt ein, um den Jugendlichen vor dem Abstieg in die Sucht zu bewahren. Fortan wird Michael von den imaginären Charakteren bildlich mit den anzunehmenden Folgen seiner Drogensucht konfrontiert, bis er schließlich zur rettenden Einsicht kommt.

## Synchronisation
| Rolle                  | englischer Sprecher   | deutscher Sprecher |
| ---------------------- | --------------------- | ------------------ |
| Alf                    | Paul Fusco            | Tommi Piper        |
| Bugs Bunny             | Jeff Bergman          | Gerd Vespermann    |
| Connie (Corey)         | Lindsay Parker        | Laura Maire        |
| Daffy Duck             | Jeff Bergman          | Bernd Simon        |
| Der Rauch (The Dealer) | George C. Scott       | Fred Maire         |
| Garfield               | Lorenzo Music         | Gudo Hoegel        |
| Gonzo                  | Russi Taylor          | Gudo Hoegel        |
| Kermit der Frosch      | Frank Welker          | Bernd Simon        |
| Michael                | Jason Marsden         | Alexander Brem     |
| Michelangelo           | Townsend Coleman      | Reinhard Brock     |
| Miss Piggy             | Laurie O’Brien        | Linda Joy          |
| Papa Schlumpf          | Don Messick           | Michael Rüth       |
| Schlaubi Schlumpf      | Danny Goldman         | Dirk Meyer         |
| Simon                  | Ross Bagdasarian, Jr. | Sandra Schwittau   |
| Slimer                 | Frank Welker          | Michael Rüth       |
| Theodore               | Janice Karman         | Michaela Amler     |
| Winnie Puuh            | Jim Cummings          | Reinhard Brock     |

## Produktion
Der Film wurde unter Schirmherrschaft der Ronald McDonald Kinderhilfe sowie diverser weiterer unterstützender Firmen und Rechteinhaber geschaffen. Im Intro der englischen Fassung spricht auch der damalige US-Präsident George Bush senior nebst Gattin seine Unterstützung aus (die deutsche Fassung enthält stattdessen ein Intro mit Annemarie Renger, ehrenamtl. Aufsichtsrats-Vorsitzende „Ronald McDonald“ Kinderhilfe).
Der Film wurde in Amerika erstmals am 21. April 1990 parallel auf den Sendern ABC, NBC und CBS sowie diversen kleineren Stationen gezeigt und erschien als VHS-Home-Video.
Im deutschen Fernsehen wurde der Film Ende 1990 zeitversetzt auf fast allen größeren Sendern gezeigt, eine weitere Ausstrahlung erfolgte 1991. Im ZDF sendete man ein Grußwort von Hans-Dietrich Genscher. Zudem existiert ein deutsches Video zu Rezensions- oder Schulungszwecken, in den Handel kam der Film jedoch nicht.

## Figuren
- Alf aus der Serie Alf – Erinnerungen an Melmac
- Bugs Bunny & Daffy Duck aus der Serie Looney Tunes
- Alvin, Simon, Theodore aus der Serie Alvin und die Chipmunks
- Garfield aus der Serie Garfield und seine Freunde
- Michelangelo aus der Serie Teenage Mutant Hero Turtles
- Die Muppets Babies aus der gleichnamigen Serie
- Die Schlümpfe aus der gleichnamigen Serie
- Slimer aus der Serie The Real Ghostbusters
- Tick, Trick & Track aus der Serie Duck Tales
- Winnie Puuh & Tigger aus der Serie Neue Abenteuer mit Winnie Puuh